# Concejo Municipal de Rafaela
El Concejo Municipal de Rafaela es el órgano legislativo y de control del Gobierno Municipal de Rafaela, cabecera del Departamento Castellanos de la Provincia de Santa Fe. 

## Historia
Fue creado el 26 de enero de 1913 al declararse Rafaela como ciudad. Recién el 31 de agosto de ese mismo año, fue formado por elección del pueblo.
Los primeros en asumir fueron 5: Nicolás Gutiérrez (Presidente), Emilio Galassi, Eduardo Chiarella, Antonio Cossettini y Carlos Mochnaschi. Como Secretarios actuaron: Luis Hayer y Conrado Cabrera.

## Estructura
El Concejo Municipal de Rafaela es uno de los poderes del gobierno municipal, se encarga de revisar y controlar los actos del departamento ejecutivo municipal que encabeza el Intendente. Es un órgano legislativo que crea las normas de la ciudad. Estas normas reciben el nombre de ordenanzas y el ejecutivo municipal es el encargado de hacerlas cumplir.
Se compone de 10 concejales y 2 funcionarios, que se agrupan en Bloques Políticos de acuerdo a sus afinidades partidarias. Los mandatos de los concejales duran cuatro años y el Concejo Municipal se renueva bienalmente por mitades. Sus integrantes son designados en las elecciones generales a través de una votación secreta, universal y obligatoria, en cumplimiento de la Constitución.
Su función es defender los derechos de los vecinos que representan y desarrollar iniciativas que promuevan una mejor calidad de vida, creando normas jurídicas que luego el Departamento Ejecutivo aplicará en el ámbito territorial de la ciudad. Si bien es un poder independiente, actualmente su espacio físico se ubica dentro de las instalaciones de la Municipalidad de Rafaela.

### Requisitos para ser Concejal
Para ser concejal se requiere tener no menos de veintidós años de edad y dos años de residencia inmediata en el municipio si fuera argentino y ser elector del municipio. Los extranjeros deberán tener veinticinco años de edad, cuatro de residencia inmediata en el municipio y estar comprendidos dentro de las exigencias que esta ley determina para ser elector. 

### Impedimentos para ser Concejal
1. El Intendente y los empleados municipales.
2. Los incapacitados legalmente y los fallidos y concursados que no hubieren obtenido su rehabilitación.
3. Los representantes, accionistas o empleados de empresas que exploten concesiones municipales, provinciales o nacionales dentro del radio del municipio o que tengan contratos pendientes con la Municipalidad o que en cualquier form a tengan relaciones de negocio con la misma.
4. Los que estuvieren interesados directa o indirectamente en cualquier contrato oneroso con la Municipalidad, aún como fiadores, o negociaren con la misma.
5. Los funcionarios o empleados de los Poderes Ejecutivo, Legislativo o Judicial de la Nación o de la Provincia, excepto los jubilados de cualquier Caja; los que desempeñen cargos técnicos propios de su profesión y cuyo ejercicio no traiga aparejada incompatibilidad moral y los que ejerzan el profesorado secundario o universitario.
6. Los deudores del tesoro municipal o provincial, que ejecutados legalmente no pagaren sus deudas.[2]

## Composiciones del Concejo

### Concejo de Rafaela 2025-2027[3]
| Concejal             | Bloque | Bloque                       |  |                              |
| -------------------- | ------ | ---------------------------- |  | ---------------------------- |
| Juan Scavino         | Bloque | Bloque                       |  | Unidos para Cambiar Santa Fe |
| Milagros Zafra       |        | La Libertad Avanza           |  |                              |
| Maximiliano Postovit |        | Juntos Avancemos             |  |                              |
| Fabricio Dellasanta  |        | La Libertad Avanza           |  |                              |
| Valeria Soltermam    |        | Juntos Avancemos             |  |                              |
| Maria Paz Caruso     |        | Juntos Avancemos             |  |                              |
| Mabel Fossatti       |        | Unidos para Cambiar Santa Fe |  |                              |
| Lisandro Mársico     |        | Unidos para Cambiar Santa Fe |  |                              |
| Juan Senn            |        | Juntos Avancemos             |  |                              |
| Carla Boidi          |        | Unidos para Cambiar Santa Fe |  |                              |

### Concejo de Rafaela 2023-2025[4]
| Concejal                 | Bloque | Bloque                       |  |                              |
| ------------------------ | ------ | ---------------------------- |  | ---------------------------- |
| Augusto Rolando          | Bloque | Bloque                       |  | Unidos para Cambiar Santa Fe |
| Maria Alejandra Sagardoy |        | Unidos para Cambiar Santa Fe |  |                              |
| Martín Racca             |        | Juntos Avancemos             |  |                              |
| Ceferino Mondino         |        | Unidos para Cambiar Santa Fe |  |                              |
| Valeria Soltermam        |        | Juntos Avancemos             |  |                              |
| Maria Paz Caruso         |        | Juntos Avancemos             |  |                              |
| Mabel Fossatti           |        | Unidos para Cambiar Santa Fe |  |                              |
| Lisandro Mársico         |        | Unidos para Cambiar Santa Fe |  |                              |
| Juan Senn                |        | Juntos Avancemos             |  |                              |
| Carla Boidi              |        | Unidos para Cambiar Santa Fe |  |                              |

### Concejo de Rafaela 2021-2023[5]
| Concejal                 | Bloque | Bloque                             |  |                      |
| ------------------------ | ------ | ---------------------------------- |  | -------------------- |
| Leonardo Viotti          | Bloque | Bloque                             |  | Juntos por el Cambio |
| Maria Alejandra Sagardoy |        | Juntos por el Cambio               |  |                      |
| Martín Racca             |        | Juntos Avancemos                   |  |                      |
| Ceferino Mondino         |        | Juntos por el Cambio               |  |                      |
| Valeria Soltermam        |        | Juntos Avancemos                   |  |                      |
| Brenda Vimo              |        | Juntos Avancemos                   |  |                      |
| Germán Bottero           |        | Juntos por el Cambio               |  |                      |
| Lisandro Mársico         |        | Frente Progresista Cívico y Social |  |                      |
| Juan Senn                |        | Juntos Avancemos                   |  |                      |
| Miguel Destefanis        |        | Juntos por el Cambio               |  |                      |

### Concejo de Rafaela 2019-2021[6]
| Concejal                 | Bloque | Bloque                             |  |                      |
| ------------------------ | ------ | ---------------------------------- |  | -------------------- |
| Leonardo Viotti          | Bloque | Bloque                             |  | Juntos por el Cambio |
| Maria Alejandra Sagardoy |        | Juntos por el Cambio               |  |                      |
| Jorge Muriel             |        | Frente Juntos                      |  |                      |
| Marta Pascual            |        | Juntos por el Cambio               |  |                      |
| Raúl Bonino              |        | Juntos por el Cambio               |  |                      |
| Brenda Vimo              |        | Frente Juntos                      |  |                      |
| Germán Bottero           |        | Juntos por el Cambio               |  |                      |
| Lisandro Mársico         |        | Frente Progresista Cívico y Social |  |                      |
| Juan Senn                |        | Frente Juntos                      |  |                      |
| Miguel Destefanis        |        | Juntos por el Cambio               |  |                      |

### Concejo de Rafaela 2017-2019[7]
| Concejal                 | Bloque | Bloque                             |  |           |
| ------------------------ | ------ | ---------------------------------- |  | --------- |
| Leonardo Viotti          | Bloque | Bloque                             |  | Cambiemos |
| Maria Alejandra Sagardoy |        | Cambiemos                          |  |           |
| Jorge Muriel             |        | Frente para la Victoria            |  |           |
| Marta Pascual            |        | Cambiemos                          |  |           |
| Raúl Bonino              |        | Cambiemos                          |  |           |
| Evangelina Garrapa       |        | Frente para la Victoria            |  |           |
| Silvio Bonafede          |        | Frente para la Victoria            |  |           |
| Lisandro Mársico         |        | Frente Progresista Cívico y Social |  |           |
| Hugo Menossi             |        | Cambiemos                          |  |           |
| Ana Carina Visintini     |        | Cambiemos                          |  |           |

### Concejo de Rafaela 2015-2017[8]
| Concejal             | Bloque | Bloque                             |  |                         |
| -------------------- | ------ | ---------------------------------- |  | ----------------------- |
| Jorge Muriel         | Bloque | Bloque                             |  | Frente para la Victoria |
| Marcelo Lombardo     |        | Frente para la Victoria            |  |                         |
| Germán Bottero       |        | Cambiemos                          |  |                         |
| Natalia Enrico       |        | Frente Progresista Cívico y Social |  |                         |
| Raúl Bonino          |        | Cambiemos                          |  |                         |
| Evangelina Garrapa   |        | Frente para la Victoria            |  |                         |
| Silvio Bonafede      |        | Frente para la Victoria            |  |                         |
| Lisandro Mársico     |        | Frente Progresista Cívico y Social |  |                         |
| Hugo Menossi         |        | Cambiemos                          |  |                         |
| Ana Carina Visintini |        | Cambiemos                          |  |                         |

### Concejo de Rafaela 2013-2015[9]
| Concejal           | Bloque | Bloque                             |  |                         |
| ------------------ | ------ | ---------------------------------- |  | ----------------------- |
| Silvana Fontanetto | Bloque | Bloque                             |  | Frente para la Victoria |
| Marcelo Lombardo   |        | Frente para la Victoria            |  |                         |
| Germán Bottero     |        | Frente Progresista Cívico y Social |  |                         |
| Natalia Enrico     |        | Frente Progresista Cívico y Social |  |                         |
| Raúl Bonino        |        | Propuesta Republicana              |  |                         |
| Daniel Ricotti     |        | Frente para la Victoria            |  |                         |
| Silvio Bonafede    |        | Frente para la Victoria            |  |                         |
| Luis Telesco       |        | Frente Progresista Cívico y Social |  |                         |
| Hugo Menossi       |        | Propuesta Republicana              |  |                         |

### Concejo de Rafaela 2011-2013[10]
| Concejal        | Bloque | Bloque                             |  |                            |
| --------------- | ------ | ---------------------------------- |  | -------------------------- |
| Nora Cardoso    | Bloque | Bloque                             |  | Frente Santa Fe para Todos |
| Victor Fardín   |        | Nuevo Frente                       |  |                            |
| Felix Bauducco  |        | De Acción Municipal                |  |                            |
| Luis Peretti    |        | Frente Progresista Cívico y Social |  |                            |
| Jorge Maina     |        | Frente Santa Fe para Todos         |  |                            |
| Daniel Ricotti  |        | Frente Santa Fe para Todos         |  |                            |
| Silvio Bonafede |        | Frente Santa Fe para Todos         |  |                            |
| Luis Telesco    |        | Frente Progresista Cívico y Social |  |                            |
| Hugo Menossi    |        | Propuesta Republicana              |  |                            |

### Concejo de Rafaela 2009-2011[11]
| Concejal        | Bloque | Bloque                             |  |                       |
| --------------- | ------ | ---------------------------------- |  | --------------------- |
| Hector Sierra   | Bloque | Bloque                             |  | Partido Justicialista |
| Monica Riboldi  |        | Partido Justicialista              |  |                       |
| Germán Bottero  |        | Frente Progresista Cívico y Social |  |                       |
| Atilio Pignoni  |        | Frente Progresista Cívico y Social |  |                       |
| Jorge Maina     |        | Partido Justicialista              |  |                       |
| Luis Peretti    |        | Frente Progresista Cívico y Social |  |                       |
| Luis Castellano |        | Partido Justicialista              |  |                       |
| Felix Bauducco  |        | De Acción Municipal                |  |                       |
| Victor Fardín   |        | Nuevo Frente                       |  |                       |

### Concejo de Rafaela 2007-2009[12]
| Concejal        | Bloque | Bloque                             |  |                         |
| --------------- | ------ | ---------------------------------- |  | ----------------------- |
| Hector Sierra   | Bloque | Bloque                             |  | Frente para la Victoria |
| Monica Riboldi  |        | Frente para la Victoria            |  |                         |
| Germán Bottero  |        | Frente Progresista Cívico y Social |  |                         |
| Atilio Pignoni  |        | Frente Progresista Cívico y Social |  |                         |
| Jorge Maina     |        | Frente para la Victoria            |  |                         |
| Luis Peretti    |        | Partido Demócrata Progresista      |  |                         |
| Luis Castellano |        | Frente para la Victoria            |  |                         |
| Rodolfo Enrico  |        | Frente Progresista Cívico y Social |  |                         |
| Victor Fardín   |        | Frente Progresista Cívico y Social |  |                         |

### Concejo de Rafaela 2005-2007[13]
| Concejal        | Bloque | Bloque                        |  |                      |
| --------------- | ------ | ----------------------------- |  | -------------------- |
| Felix Bauducco  | Bloque | Bloque                        |  | Rafaelinos en Acción |
| Mario Rossini   |        | Frente para la Victoria       |  |                      |
| Hector Sierra   |        | Frente para la Victoria       |  |                      |
| Germán Bottero  |        | Encuentro Progresista         |  |                      |
| Jorge Maina     |        | Frente para la Victoria       |  |                      |
| Luis Peretti    |        | Partido Demócrata Progresista |  |                      |
| Luis Castellano |        | Frente para la Victoria       |  |                      |
| Rodolfo Enrico  |        | Encuentro Progresista         |  |                      |
| Victor Fardín   |        | Encuentro Progresista         |  |                      |

### Concejo de Rafaela 2003-2005[14]
| Concejal        | Bloque | Bloque                        |  |                      |
| --------------- | ------ | ----------------------------- |  | -------------------- |
| Felix Bauducco  | Bloque | Bloque                        |  | Rafaelinos en Acción |
| Mario Rossini   |        | Santa Fe en Movimiento        |  |                      |
| Hector Sierra   |        | Santa Fe en Movimiento        |  |                      |
| Germán Bottero  |        | Encuentro Progresista         |  |                      |
| Aldo Camusso    |        | Santa Fe en Movimiento        |  |                      |
| Luis Peretti    |        | Partido Demócrata Progresista |  |                      |
| Luis Castellano |        | Santa Fe en Movimiento        |  |                      |
| Rodolfo Enrico  |        | Encuentro Progresista         |  |                      |
| Victor Fardín   |        | Encuentro Progresista         |  |                      |

### Concejo de Rafaela 2001-2003[14]
| Concejal        | Bloque | Bloque                            |  |                         |
| --------------- | ------ | --------------------------------- |  | ----------------------- |
| Felix Bauducco  | Bloque | Bloque                            |  | Acción por la República |
| Hugo Albrecht   |        | Frente Justicialista por Santa Fe |  |                         |
| Hector Huber    |        | Frente Justicialista por Santa Fe |  |                         |
| Germán Bottero  |        | Alianza Santafesina               |  |                         |
| Aldo Camusso    |        | Frente Justicialista por Santa Fe |  |                         |
| Luis Peretti    |        | Partido Demócrata Progresista     |  |                         |
| Luis Castellano |        | Frente Justicialista por Santa Fe |  |                         |
| Rodolfo Enrico  |        | Alianza Santafesina               |  |                         |
| Victor Fardín   |        | Alianza Santafesina               |  |                         |

### Concejo de Rafaela 1999-2001[14]
| Concejal        | Bloque | Bloque                        |  |                         |
| --------------- | ------ | ----------------------------- |  | ----------------------- |
| Felix Bauducco  | Bloque | Bloque                        |  | Acción por la República |
| Hugo Albrecht   |        | Partido Justicialista         |  |                         |
| Hector Huber    |        | Partido Justicialista         |  |                         |
| Germán Bottero  |        | Alianza Santafesina           |  |                         |
| Aldo Camusso    |        | Partido Justicialista         |  |                         |
| Luis Peretti    |        | Partido Demócrata Progresista |  |                         |
| Marta Giorgetti |        | Partido Justicialista         |  |                         |
| Marta Giura     |        | Partido Justicialista         |  |                         |
| Luis Telesco    |        | Unión Cívica Radical          |  |                         |

### Concejo de Rafaela 1997-1999[14]
| Concejal           | Bloque | Bloque                        |  |                       |
| ------------------ | ------ | ----------------------------- |  | --------------------- |
| Mario Joris        | Bloque | Bloque                        |  | Partido Justicialista |
| Roberto Mirabella  |        | Partido Justicialista         |  |                       |
| Hector Huber       |        | Partido Justicialista         |  |                       |
| Beatriz Fontanetto |        | Alianza Santafesina           |  |                       |
| Aldo Camusso       |        | Partido Justicialista         |  |                       |
| Luis Peretti       |        | Partido Demócrata Progresista |  |                       |
| Marta Giorgetti    |        | Partido Justicialista         |  |                       |
| Marta Giura        |        | Partido Justicialista         |  |                       |
| Luis Telesco       |        | Unión Cívica Radical          |  |                       |

### Concejo de Rafaela 1995-1997[14]
| Concejal           | Bloque | Bloque                        |  |                       |
| ------------------ | ------ | ----------------------------- |  | --------------------- |
| Mario Joris        | Bloque | Bloque                        |  | Partido Justicialista |
| Roberto Mirabella  |        | Partido Justicialista         |  |                       |
| Hector Huber       |        | Partido Justicialista         |  |                       |
| Beatriz Fontanetto |        | Alianza Santafesina           |  |                       |
| Aldo Camusso       |        | Partido Justicialista         |  |                       |
| Luis Peretti       |        | Partido Demócrata Progresista |  |                       |
| Ruben Pavetti      |        | Partido Justicialista         |  |                       |
| Jorge Dellasanta   |        | Partido Justicialista         |  |                       |

### Concejo de Rafaela 1993-1995[14]
| Concejal          | Bloque | Bloque                           |  |                       |
| ----------------- | ------ | -------------------------------- |  | --------------------- |
| Waldo Suarez      | Bloque | Bloque                           |  | Partido Justicialista |
| Nestor Monay      |        | Partido Justicialista            |  |                       |
| Ana Maria Rogiani |        | Decidase por la ciudad           |  |                       |
| Hector Tobke      |        | Honestidad, Trabajo y Eficiencia |  |                       |
| Aldo Camusso      |        | Partido Justicialista            |  |                       |
| Luis Peretti      |        | Partido Demócrata Progresista    |  |                       |
| Ruben Pavetti     |        | Partido Justicialista            |  |                       |
| Jorge Dellasanta  |        | Partido Justicialista            |  |                       |

### Concejo de Rafaela 1991-1993[14]
| Concejal          | Bloque | Bloque                           |  |                       |
| ----------------- | ------ | -------------------------------- |  | --------------------- |
| Waldo Suarez      | Bloque | Bloque                           |  | Partido Justicialista |
| Aldo Camusso      |        | Partido Justicialista            |  |                       |
| Ana Maria Rogiani |        | Decidase por la ciudad           |  |                       |
| Hector Tobke      |        | Honestidad, Trabajo y Eficiencia |  |                       |
| Nestor Monay      |        | Partido Justicialista            |  |                       |
| Luis Peretti      |        | Partido Demócrata Progresista    |  |                       |
| Ruben Pavetti     |        | Partido Justicialista            |  |                       |
| Nestor Martinoli  |        | Unión Cívica Radical             |  |                       |

### Concejo de Rafaela 1989-1991[14]
| Concejal          | Bloque | Bloque                                 |  |                                        |
| ----------------- | ------ | -------------------------------------- |  | -------------------------------------- |
| Lidia Lentore     | Bloque | Bloque                                 |  | Frente Justicialista de Unidad Popular |
| Pablo Comtesse    |        | Unión Cívica Radical                   |  |                                        |
| Juan Carlos Grana |        | Movimiento de Afirmación Vecinalista   |  |                                        |
| Stella Falchini   |        | Frente Justicialista de Unidad Popular |  |                                        |
| Omar Nicola       |        | Movimiento de Afirmación Vecinalista   |  |                                        |
| Orlando Moscardo  |        | Frente Justicialista de Unidad Popular |  |                                        |
| Juan Carlos Borio |        | Partido Demócrata Progresista          |  |                                        |
| Hugo Degiovanni   |        | Movimiento de Afirmación Vecinalista   |  |                                        |

### Concejo de Rafaela 1987-1989[14]
| Concejal          | Bloque | Bloque                               |  |                       |
| ----------------- | ------ | ------------------------------------ |  | --------------------- |
| Lidia Lentore     | Bloque | Bloque                               |  | Partido Justicialista |
| Oscar Emmert      |        | Unión Cívica Radical                 |  |                       |
| Juan Carlos Grana |        | Movimiento de Afirmación Vecinalista |  |                       |
| Luis Negro        |        | Partido Demócrata Progresista        |  |                       |
| Omar Nicola       |        | Movimiento de Afirmación Vecinalista |  |                       |
| Orlando Moscardo  |        | Partido Justicialista                |  |                       |
| Juan Carlos Borio |        | Partido Demócrata Progresista        |  |                       |
| Hugo Degiovanni   |        | Movimiento de Afirmación Vecinalista |  |                       |

### Concejo de Rafaela 1985-1987[14]
| Concejal          | Bloque | Bloque                               |  |                       |
| ----------------- | ------ | ------------------------------------ |  | --------------------- |
| Lidia Lentore     | Bloque | Bloque                               |  | Partido Justicialista |
| Oscar Emmert      |        | Unión Cívica Radical                 |  |                       |
| Agustín Giuliani  |        | Movimiento de Afirmación Vecinalista |  |                       |
| Luis Negro        |        | Partido Demócrata Progresista        |  |                       |
| Andrés Lopez      |        | Unión Cívica Radical                 |  |                       |
| Eddy Manetti      |        | Partido Justicialista                |  |                       |
| Juan Carlos Grana |        | Movimiento de Afirmación Vecinalista |  |                       |
| Hugo Degiovanni   |        | Movimiento de Afirmación Vecinalista |  |                       |

### Concejo de Rafaela 1983-1985[14]
| Concejal              | Bloque | Bloque                               |  |                                      |
| --------------------- | ------ | ------------------------------------ |  | ------------------------------------ |
| Hugo Marzioni         | Bloque | Bloque                               |  | Movimiento de Afirmación Vecinalista |
| Julio César Fernandez |        | Partido Justicialista                |  |                                      |
| Agustín Giuliani      |        | Movimiento de Afirmación Vecinalista |  |                                      |
| Luis Negro            |        | Partido Demócrata Progresista        |  |                                      |
| Andrés Lopez          |        | Unión Cívica Radical                 |  |                                      |
| Eddy Manetti          |        | Partido Justicialista                |  |                                      |
| Juan Carlos Grana     |        | Movimiento de Afirmación Vecinalista |  |                                      |
| Carlos Rosso          |        | Movimiento de Afirmación Vecinalista |  |                                      |